# 顧以山
顧以山（1417年—？），字安道，直隸蘇州府常熟縣人，明朝政治人物。

## 生平
順天府鄉試第六名。天順元年（1457年）丁丑科會試第五十二名，殿試登進士第三甲第九十名。任监察御史。历官河南布政司使副使、陕西布政使司参政，有廉能之名。返乡归隐，常以诗画自娱。

## 家族
曾祖父顧振宗。祖父顧曉。父亲顧忠。